# Primm
Primm (precedentemente nota come State Line e spesso chiamata Primm Valley) è una comunità non incorporata della contea di Clark, Nevada, Stati Uniti, nota per la sua posizione sulla Interstate 15 dove attraversa il confine di stato tra California e Nevada. Si trova sul lago Ivanpah, che si estende a nord e a sud della città.
In precedenza era conosciuta con il nome di State Line, ma fu rinominata nel 1996 per evitare confusione con Stateline nel Nevada settentrionale. Prende il nome dallo sviluppatore originale della città, Ernest Jay Primm.
L'economia della comunità si basa sui suoi tre casinò, che attirano i giocatori della Southern California che vogliono fermarsi prima di raggiungere Las Vegas a 40 miglia (64 km) a nord, o come ultima possibilità di giocare prima di lasciare il Nevada. La maggior parte dei residenti di Primm sono dipendenti dei casinò.
Pur non essendo un census-designated place, la popolazione censita nel 2000 per la comunità era di 436 abitanti. Una stima del Clark County Comprehensive Planning Department ha collocato la popolazione a 284 abitanti il 1º luglio 2006, apparentemente utilizzando confini diversi per l'area. In un articolo del 5 dicembre 2007 sul Las Vegas Review-Journal, la popolazione di Primm era di circa 1.132 abitanti.
Primm aveva il suo ufficio postale sul lato nord della città, ma fu sostituito. Tutti gli indirizzi postali che servono Primm (codice postale 89019) hanno ricevuto gli indirizzi di Jean e ora vengono serviti dall'ufficio postale di Jean.